# 2123 Vltava
Vltava (asteróide 2123) é um asteróide da cintura principal com um diâmetro de 14,42 quilómetros, a 2,6469142 UA. Possui uma excentricidade de 0,0746396 e um período orbital de 1 767 dias (4,84 anos).
Vltava tem uma velocidade orbital média de 17,61076659 km/s e uma inclinação de 1,01º.
Esse asteróide foi descoberto em 22 de Setembro de 1973 por Nikolai Chernykh.